# Kosali (Chéki)
Kosali est un village de la région de Şəki en Azerbaïdjan.

## Géographie
Le village de Kosali de la région de Şəki est situé dans la circonscription administrative du village de Kudurlu.

## Population
Selon les statistiques de 2009, la population du village est de 127 personnes.